# 夸奧特拉 (哈利斯科州)
夸奧特拉是墨西哥的城鎮，由哈利斯科州負責管轄，位於該國東南部，面積255平方公里，海拔高度1,719米，受半乾旱氣候影響，每年平均降雨量約900毫米，2005年人口2,024。
20°12′09″N 104°24′22″W / 20.20250°N 104.40611°W